# Lampetis albomarginata
Lampetis albomarginata es una especie de escarabajo del género Lampetis, familia Buprestidae. Fue descrita científicamente por Herbst en 1801.